# Lars Åkerlund (arkitekt)

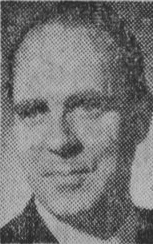
Lars Åkerlund

Lars Olof Åkerlund, född 11 april 1914 i Hedvig Eleonora församling, Stockholm, död 23 april 2011 i Lidingö, var en svensk arkitekt.
Åkerlund, som var son till arkitekt John Åkerlund och Tekla Gate, avlade studentexamen 1934 och utexaminerades från Kungliga Tekniska högskolan 1941 och från Kungliga Konsthögskolan 1946. Han var anställd hos professor Hans Mehrtens i Aachen, 1940 års civila byggnadsutredning, HSB, arkitektfirma Ancker, Gate och Lindegren och Byggnadsstyrelsen. Han bedrev egen arkitektverksamhet från 1948 (delvis tillsammans med fadern) och var stadsarkitekt i Vaxholms stad från 1959.
Åkerlund var ledamot av byggnadsnämnden och stadsplanenämnden i Lidingö stad från 1954 och Stockholms förorters samarbetsnämnd från 1957. Han var sekreterare i Svenska Arkitekters Riksförbund 1946–1950, styrelseledamot på dess centralkontor från 1950, ordförande i Trovills fastighetsägareförening i Sandhamn 1957–1960 och styrelseledamot föreningen Sandhamns vänner 1958–1960.
Av Åkerlunds arbeten kan nämnas turiststationer i Abisko, Kittelfjäll och Vålådalen, folkhögskolor i Skellefteå, Sköldinge, Sigtuna och på Öland, realskolor i Vaxholm och Borgholm, verkstadsskolor i Borås, Trollhättan, Huddinge och Handen, generalplaner för Lidingö stad och Östhammars stad samt kursinternat för Svenska handelsbanken i Lidingö.
Han är begravd på Lidingö kyrkogård.